# Football Club Tokyo 2018-2019 (pallavolo)
Questa voce raccoglie le informazioni riguardanti il Football Club Tokyo nella stagione 2018-2019.

## Stagione
Il Football Club Tokyo partecipa alla stagione 2018-19 senza alcuna denominazione sponsorizzata.
Si classifica all'ottavo posto in V.League Division 1, mentre in Coppa dell'Imperatore e al Torneo Kurowashiki raggiunge i quarti di finale, venendo estromesso dai due tornei rispettivamente dai Panasonic Panthers e dai Suntory Sunbirds.

## Organigramma societario
Area direttiva
- Presidente: Masayasu Sakamoto

Area tecnica
- Allenatore: Alessandro Lodi
- Assistente allenatore: Fumihiko Hara, Gen Taniguchi, Ryoku Takagi, Masaaki Kanazawa

## Rosa
| N° | Nome              | Ruolo | Data di nascita   | Nazionalità sportiva |
| -- | ----------------- | ----- | ----------------- | -------------------- |
| 2  | Kentaro Tamaya    | P     | 30 gennaio 1992   | Giappone             |
| 3  | Yūya Tachibana    | L     | 1º marzo 1989     | Giappone             |
| 4  | Yōhei Yamada      | P     | 9 ottobre 1988    | Giappone             |
| 9  | Dai Tezuka        | S     | 18 novembre 1988  | Giappone             |
| 10 | Jason DeRocco     | S     | 19 settembre 1989 | Canada               |
| 12 | Hirotaka Odashima | C     | 22 luglio 1991    | Giappone             |
| 14 | Yuma Nagatomo     | S     | 22 dicembre 1991  | Giappone             |
| 16 | Shin Tehara       | P     | 14 aprile 1993    | Giappone             |
| 17 | Naoto Tomita      | S     | 10 maggio 1994    | Giappone             |
| 18 | Hideyuki Kuriyama | C     | 15 luglio 1993    | Giappone             |
| 19 | Nozomi Sato       | O     | 14 settembre 1994 | Giappone             |
| 21 | Ryosuke Hirata    | C     | 18 maggio 1995    | Giappone             |
| 22 | Kazuki Miyahara   | S     | 28 giugno 1995    | Giappone             |
| 23 | Ikumi Komori      | S     | 3 ottobre 1995    | Giappone             |
| 24 | Shohei Nose       | L     | 20 luglio 1993    | Giappone             |
| 25 | Yoshiki Ohmi      | S     | 16 aprile 1997    | Giappone             |
| 26 | Ayato Kuroda      | S     | 30 gennaio 1996   | Giappone             |
| 29 | Jin Inoue         | C     | 2 aprile 1992     | Giappone             |

## Statistiche

### Statistiche di squadra
| Competizione          | Punti | In casa | In casa | In casa | In trasferta | In trasferta | In trasferta | Totale | Totale | Totale |
| Competizione          | Punti | G       | V       | P       | G            | V            | P            | G      | V      | P      |
| --------------------- | ----- | ------- | ------- | ------- | ------------ | ------------ | ------------ | ------ | ------ | ------ |
| V.League Division 1   | 24    | ?       | ?       | ?       | ?            | ?            | ?            | 27     | 8      | 19     |
| Coppa dell'Imperatore | -     | -       | -       | -       | -            | -            | -            | 2      | 1      | 1      |
| Torneo Kurowashiki    | -     | -       | -       | -       | -            | -            | -            | 4      | 3      | 1      |
| Totale                | -     | ?       | ?       | ?       | ?            | ?            | ?            | 33     | 12     | 21     |

G = partite giocate; V = partite vinte; P = partite perse

### Statistiche dei giocatori
| Giocatore    | V.League Division 1 | V.League Division 1 | V.League Division 1 | V.League Division 1 | V.League Division 1 |
| Giocatore    | P                   | PT                  | AV                  | MV                  | BV                  |
| ------------ | ------------------- | ------------------- | ------------------- | ------------------- | ------------------- |
| J. DeRocco   | 27                  | 394                 | 340                 | 39                  | 15                  |
| R. Hirata    | 5                   | 0                   | 0                   | 0                   | 0                   |
| J. Inoue     | 27                  | 67                  | 45                  | 19                  | 3                   |
| I. Komori    | 27                  | 88                  | 71                  | 10                  | 7                   |
| A. Kuroda    | 4                   | 0                   | 0                   | 0                   | 0                   |
| H. Kuriyama  | 25                  | 194                 | 159                 | 28                  | 7                   |
| K. Miyahara  | 16                  | 0                   | 0                   | 0                   | 0                   |
| Y. Nagatomo  | 27                  | 167                 | 156                 | 5                   | 6                   |
| S. Nose      | 26                  | 0                   | 0                   | 0                   | 0                   |
| H. Odashima  | 26                  | 123                 | 86                  | 28                  | 9                   |
| Y. Ohmi      | 2                   | 0                   | 0                   | 0                   | 0                   |
| N. Sato      | 27                  | 47                  | 44                  | 2                   | 1                   |
| Y. Tachibana | 27                  | 0                   | 0                   | 0                   | 0                   |
| K. Tamaya    | 27                  | 12                  | 0                   | 0                   | 12                  |
| S. Tehara    | 25                  | 33                  | 18                  | 12                  | 3                   |
| D. Tezuka    | 27                  | 315                 | 281                 | 22                  | 12                  |
| N. Tomita    | 6                   | 2                   | 2                   | 0                   | 0                   |
| Y. Yamada    | 27                  | 29                  | 16                  | 9                   | 4                   |

P = presenze; PT = punti totali; AV = attacchi vincenti; MV = muri vincenti; BV = battute vincenti

NB: Non sono disponibili i dati relativi alla Coppa dell'Imperatore, al Torneo Kurowashiki e di conseguenza quelli totali